# 水圧検査
水圧検査（すいあつけんさ、英語: Water pressure inspection）とは、ボイラーやタンクなどの完成後に安全性を確かめるために行う検査で、耐圧試験の1つである。
配管の隠ぺい、埋戻し前、保温、塗装前に実施され、漏水・変形の有無や耐圧力を確認するため、開口部を密閉して配管の空気を抜きながら水を満たし、水圧テストポンプを用いて一定の圧力まで上げて一定時間圧力が下がらないことを確認して合否を決める。

## 目的
ボイラーやタンク等の安全性の確認と、法令による検査が義務付けられていない容器等の強度を確認することである。
圧力がかかる部品の安全性の確保・保証するため、水圧を加え、静的圧力に対して安全に耐えられることを確認する試験では、実際に使用中に加わる最高圧力の1.25～1.5倍の水圧によって部品が異常を起こしたり、変形したり、内部の液体やガスが漏れたりしないことを確認する。
この検査は系統全体で一度に試験することが望ましいとされる。

## 手順

### 試験区分・圧力の設定
施工状況により水圧テスト区分を計画する。

### 作業準備
ポンプ設置可能場所にテストポンプを設置する。

### 注水
圧力試験器を試験配管に接続して電源をONにする。テストポンプを用いて管内に水を注水する。

### 試験終了確認・水処理
試験最小保持時間経過後、試験器の試験終了時表示を確認する。